# Oedosmylus montanus
Oedosmylus montanus är en insektsart som beskrevs av Douglas E. Kimmins 1940. Oedosmylus montanus ingår i släktet Oedosmylus och familjen vattenrovsländor. Inga underarter finns listade i Catalogue of Life.